# Liste der Baudenkmäler in Bamberg/Erweiterungen der Inselstadt
Auf dieser Seite sind die Baudenkmäler in der oberfränkischen kreisfreien Stadt Bamberg zusammengestellt. Diese Tabelle ist eine Teilliste der Liste der Baudenkmäler in Bayern. Grundlage ist die Bayerische Denkmalliste, die auf Basis des Bayerischen Denkmalschutzgesetzes vom 1. Oktober 1973 erstmals erstellt wurde und seither durch das Bayerische Landesamt für Denkmalpflege geführt wird. Die folgenden Angaben ersetzen nicht die rechtsverbindliche Auskunft der Denkmalschutzbehörde.
Diese Teilliste enthält die Denkmäler der Stadterweiterungen der Inselstadt.

## Baudenkmäler in den Erweiterungen der Inselstadt

### Volksgartenanlage
Die Volksgartenanlage (Lage) (Bilder), der sogenannte Bamberger Hain, wurde als Bürgerpark im Stil englischer Parkanlagen 1803 auf Veranlassung von Stephan Freiherr von Stengel geschaffen, 1827 und 1836 erweitert und ist mit Staffagebauten ausgestattet.
- Monopteros (Lage) und Belvedere, beide vermutlich aus Seehof, letzteres 1911 versetzt
- Sandsteinfigur des heiligen Nepomuk von 1747 (Lage)
- Denkmal für König Ludwig II. von Bayern 1911 von Fritz Christ und Philipp Kittler (Lage)
- Spolien des 1815 von Ferdinand Freiherrn von Hohenhausen errichteten Badehauses im Musikpavillon von 1915 (Lage)
- Steinfigur des Heiligen Christophorus 1926 von Hans Leitherer am Südende der Hainspitze (Lage)

Aktennummer: D-4-61-000-231.

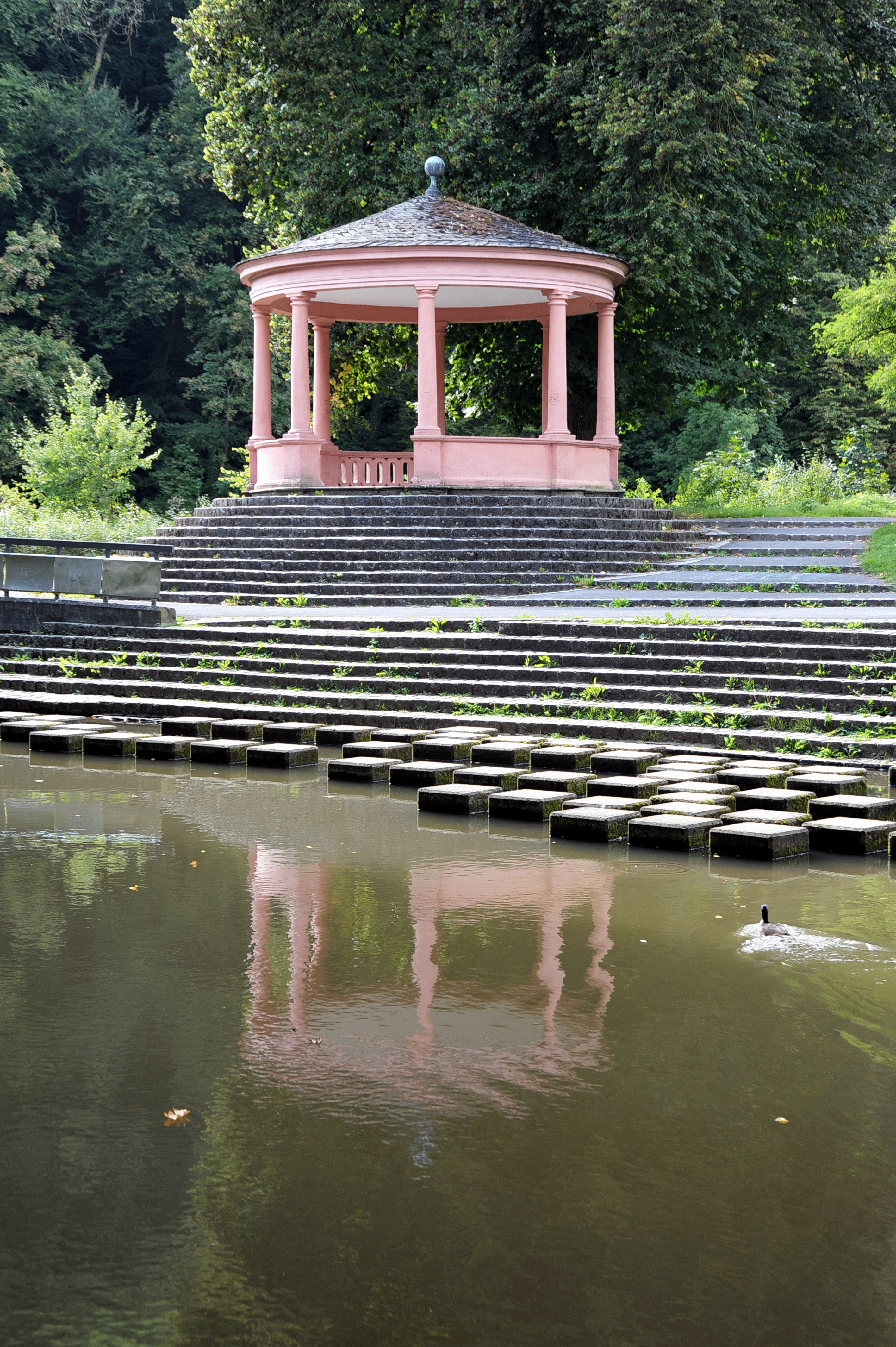
Monopteros
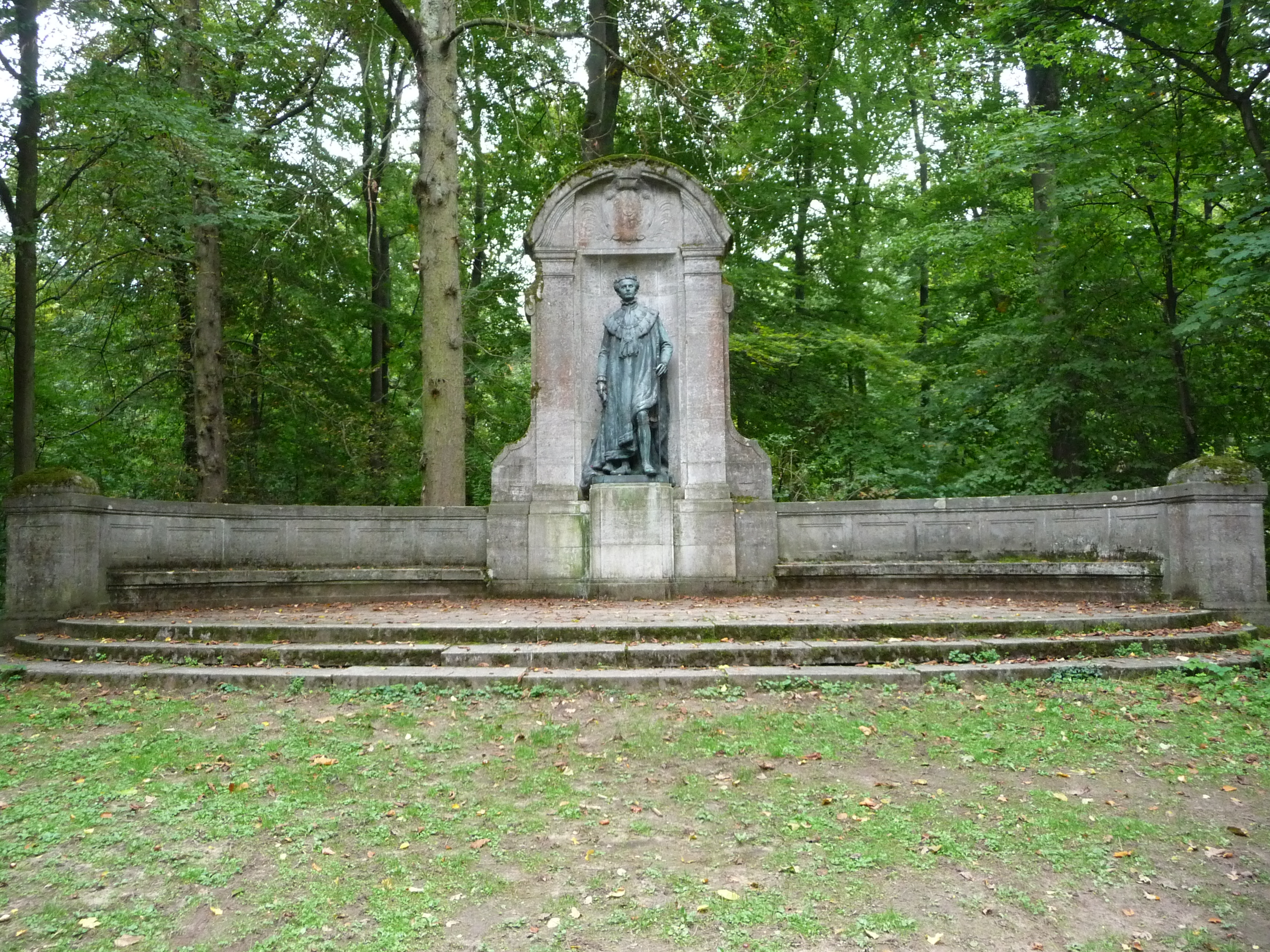
Denkmal für König Ludwig II. von Bayern
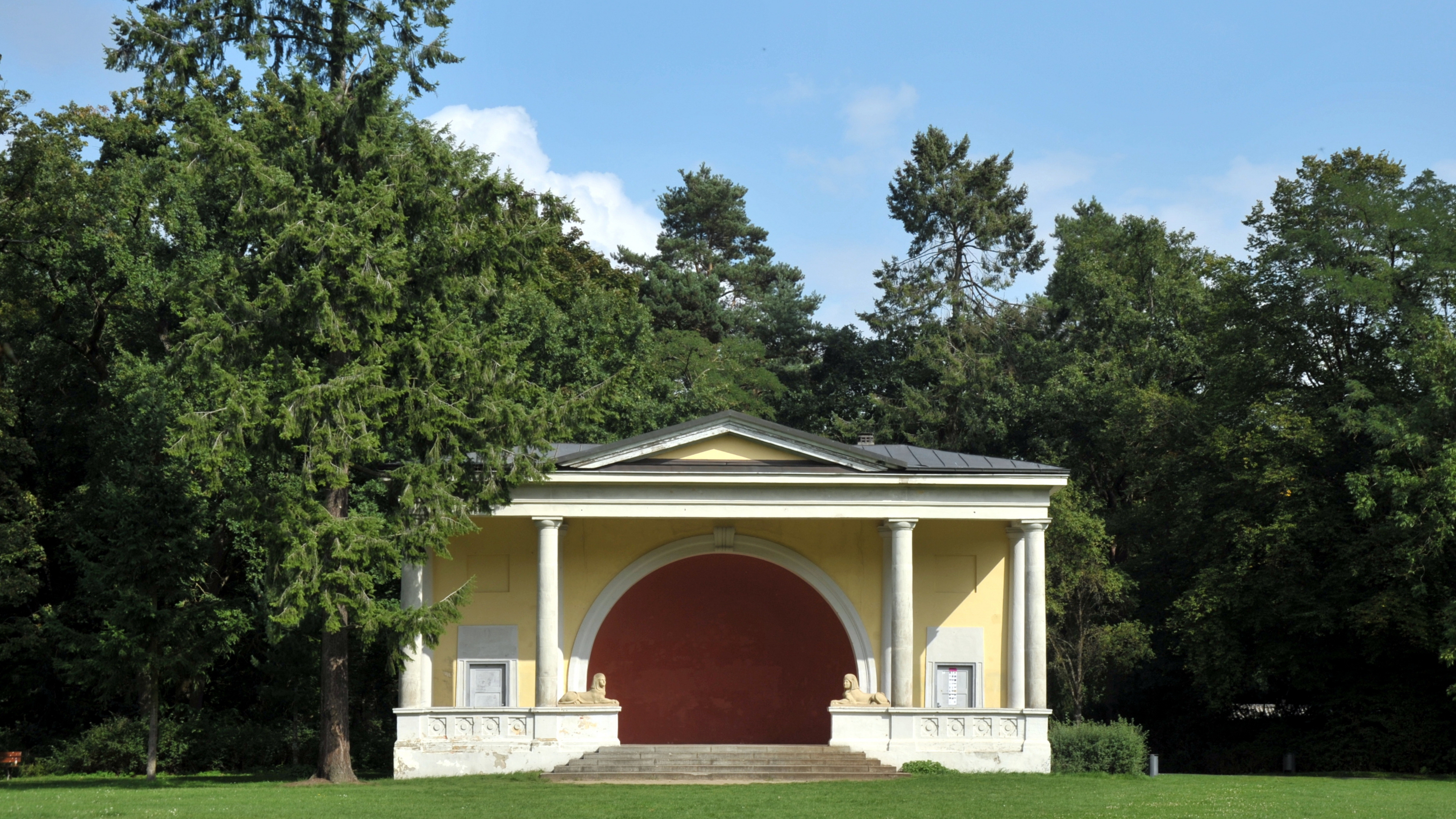
Musikpavillon
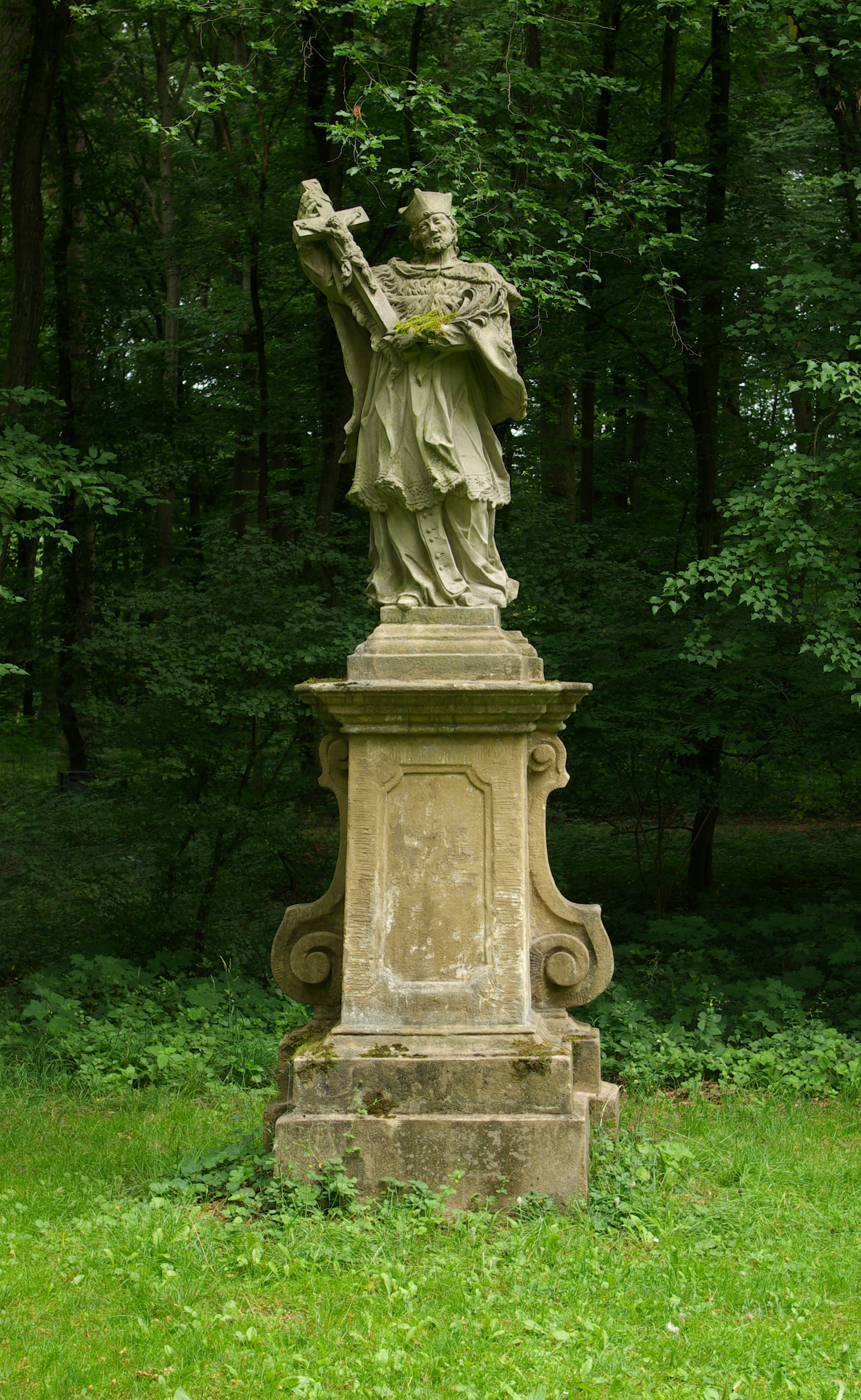
Steinfigur des Heiligen Christophorus

### Amalienstraße
| Lage                                          | Objekt                | Beschreibung | Akten-Nr.                | Bild           |
| --------------------------------------------- | --------------------- | --- | ------------------------ | -------------- |
| Amalienstraße 1 a (Standort)                  | Wohngebäude           | Zweigeschossiger Massivbau in halboffener Bebauung, verputzt, mit Rundbogenfenstern, flachgeneigtes Walmdach, in nachklassizistischen Formen, 1876 | D-4-61-000-11 Wikidata   | weitere Bilder |
| Amalienstraße 7 (Standort)                    | Mietshaus             | Viergeschossiger Traufseitbau in halboffener Bebauung, mit Zwerchhaus und Eckerker, untere Geschosse massiv, verputzt, drittes Obergeschoss in Fachwerk, in Formen des historisierenden Heimatstils, 1905                                               | D-4-61-000-12 Wikidata   | weitere Bilder |
| Amalienstraße 7 (Standort)                    | Hoftor mit Pforte     | Eisen, gleichzeitig | D-4-61-000-12 Wikidata   | weitere Bilder |
| Amalienstraße 9 (Standort)                    | Mietshaus             | Viergeschossiger Traufseitbau in halboffener Bebauung, untere Geschosse massiv, teilverputzt mit natursteinsichtigen Gliederungen und Rahmen, drittes Obergeschoss in Fachwerk, Satteldach mit Schopf, in Formen des historisierenden Heimatstils, 1905 | D-4-61-000-13 Wikidata   | weitere Bilder |
| Amalienstraße 16 (Standort)                   | Mietshaus             | In halboffener Bebauung, viergeschossiger einseitig abgewalmter Satteldachbau mit breitem Zwerchgiebel, massiv, verputzt, Erdgeschoss und Rahmungen in Sandstein, gegliederter Baukörper in Formen des historisierenden Heimatstils, 1904               | D-4-61-000-14 Wikidata   | weitere Bilder |
| Amalienstraße 18 (Standort)                   | Mietshaus             | Viergeschossiger Satteldachbau in halboffener Bebauung, mit reich gegliederter Fassade und breitem Zwerchgiebel in Fachwerk, Erdgeschoss natursteinsichtig, Obergeschosse verputzt, in Formen des historisierenden Heimatstils, 1904                    | D-4-61-000-15 Wikidata   | weitere Bilder |
| Amalienstraße 20, Amalienstraße 22 (Standort) | Doppelhaus, Mietshaus | Zwei viergeschossiger Traufseitbauten in halboffener Bebauung, massiv und verputzt mit Gliederungen und Rahmungen in Sandstein, Satteldach mit Zwerchgiebeln, reduzierter Historismus mit Jugendstilstuck, 1908                                         | D-4-61-000-1851 Wikidata | weitere Bilder |

### Am Zwinger
| Lage                     | Objekt                  | Beschreibung | Akten-Nr.              | Bild           |
| ------------------------ | ----------------------- | --- | ---------------------- | -------------- |
| Am Zwinger 2 (Standort)  | Villa                   | Zweigeschossiger zurückgestaffelter spätklassizistischer Kubus, 1873, gusseiserne Einfriedung Auf dem Grundstück Stadtmauerreste (siehe Stadtbefestigung) | D-4-61-000-38 Wikidata | weitere Bilder |
| Am Zwinger 2 (Standort)  | Ehemaliges Kutscherhaus | Fachwerk mit Flachsatteldach | D-4-61-000-38 Wikidata | weitere Bilder |
| Am Zwinger 15 (Standort) | Ehemaliges Mühlgebäude  | Schlichter zweigeschossiger Satteldachbau, 19. Jahrhundert, mit Wasserrad, 19./20. Jahrhundert, und Uferbefestigung                                       | D-4-61-000-40 Wikidata | weitere Bilder |

### Augustenstraße
| Lage                                                                          | Objekt    | Beschreibung | Akten-Nr.              | Bild           |
| ----------------------------------------------------------------------------- | --------- | --- | ---------------------- | -------------- |
| Augustenstraße 2; Augustenstraße 2 a, in Ecklage zum Wilhelmsplatz (Standort) | Mietshaus | Viergeschossiger Satteldachbau mit rundbogigen Erdgeschossfenstern und Erker, sowie überkuppeltem Eckturm, in Formen der Neurenaissance, 1900 | D-4-61-000-48 Wikidata | weitere Bilder |
| Augustenstraße 18 (Standort)                                                  | Mietshaus | Viergeschossiger Satteldachbau, mehrfach gegliederter Baukörper in Formen des historisierenden Heimatstils, 1904                              | D-4-61-000-49 Wikidata | weitere Bilder |

### Brückenstraße
| Lage                       | Objekt      | Beschreibung                                                                                               | Akten-Nr.               | Bild           |
| -------------------------- | ----------- | --- | ----------------------- | -------------- |
| Brückenstraße 1 (Standort) | Wohngebäude | Dreigeschossiger Flachwalmdachbau in cinquecentesken Formen, von Franz Bauer, 1875                         | D-4-61-000-64 Wikidata  | weitere Bilder |
| Brückenstraße 2 (Standort) | Wohnhaus    | Dreigeschossiger Walmdachbau, historistisch im Stil der italienischen Neurenaissance, um 1875 Nebengebäude | D-4-61-000-845 Wikidata | weitere Bilder |

### Dientzenhoferstraße
| Lage                                                | Objekt | Beschreibung | Akten-Nr.               | Bild           |
| --------------------------------------------------- | --- | --- | ----------------------- | -------------- |
| Dientzenhoferstraße 21; Heinrichsdamm 32 (Standort) | Priesterseminar Bistumshaus St. Otto, ehemaliges Klerikalseminar Henricianum und Knabenseminar Ottonianum | Um zentralen Innenhof gruppierter mehrflügeliger Monumentalbau, drei bis fünfgeschossig mit Uhrturm, teils in kubischen Formen der Neuen Sachlichkeit mit Flachdächern, teils in Formen der traditionalistischen Moderne mit Walmdächern, verputzter Betonbau, vorm Haupteingang zwei Betonstelen, jeweils mit Heiligenfigur, niedriges Nebengebäude mit Walmdach, 1927/28 von Ludwig Ruff, Erweiterung des Westflügels nach Norden 1960er Jahre; mit Ausstattung | D-4-61-000-301 Wikidata | weitere Bilder |

### E.T.A.-Hoffmann-Straße
| Lage                                | Objekt                                                                     | Beschreibung | Akten-Nr.               | Bild           |
| ----------------------------------- | -------------------------------------------------------------------------- | --- | ----------------------- | -------------- |
| E.T.A.-Hoffmann-Straße 2 (Standort) | Villa                                                                      | Zweigeschossiger Walmdachbau mit Vorhalle und Eckrisaliten am Erdgeschoss, von Albin Strobel, 1926                              | D-4-61-000-849 Wikidata | weitere Bilder |
| E.T.A.-Hoffmann-Straße 3 (Standort) | Ehemaliges Dienstwohngebäude des Präsidenten der Oberpostdirektion Bamberg | Zweigeschossige Villa mit Walmdach, auf der Straßenseite halbrunder Balkon, auf der Gartenseite Terrasse, von Robert Simm, 1926 | D-4-61-000-850 Wikidata | weitere Bilder |
| E.T.A.-Hoffmann-Straße 6 (Standort) | Villa                                                                      | Zweigeschossiger Walmdachbau mit hervorgehobenem Eingang, Eckveranda und Balkon, von Albin Strobel, 1925                        | D-4-61-000-851 Wikidata | weitere Bilder |

### Franz-Ludwig-Straße
| Lage                                               | Objekt                                             | Beschreibung | Akten-Nr.               | Bild           |
| -------------------------------------------------- | -------------------------------------------------- | --- | ----------------------- | -------------- |
| Franz-Ludwig-Straße 11 (Standort)                  | Wohnhaus                                           | Dreigeschossiger Massivbau mit Mansardwalmdach, Fassade mit polygonalem Mittelerker und Neurenaissancedekor, 1893 von Chrysostomos Martin | D-4-61-000-847 Wikidata | weitere Bilder |
| Franz-Ludwig-Straße 13 (Standort)                  | Ehemaliges Neues Gymnasium, Hauptgebäude           | Baugruppe aus dreiflügelig zur Straße ausgerichtetem Hauptgebäude mit rückwärtigem über Verbindungsbau angeschlossenen Pavillon am Schulhof, dreigeschossige Klinkerbauten mit Naturstein- und Putzgliederungen in Formen des ausgehenden Cinquecento, 1889/90 von Georg II. Hofbauer unter der Leitung von Roman Boxberger ausgeführt, durch neuere Zubauten und Aufstockungen verändert                 | D-4-61-000-181          | weitere Bilder |
| Heinrichsdamm 11 a (Standort)                      | Ehemaliges Neues Gymnasium, separater Klassentrakt | Freistehender dreigeschossiger Klassentrakt im gleichen Baustil der Hauptgebäude an der nordöstlichen Ecke des Schulhofs | D-4-61-000-181          | weitere Bilder |
| Franz-Ludwig-Straße 15; Luisenstraße 18 (Standort) | Mietshaus                                          | Doppelwohnhaus, ehem. Wohnhaus und Büro des zugleich urhebenden Architekten Chrysostomus Martin, dreigeschossiger Sichtziegelbau in Ecklage, mit Satteldach, turmartig akzentuiertem Mittelrisalit, Eckerker mit figürlichem Buntglaseinsatz und Sandsteindekor, im Stil der Neorenaissance, 1891/92, 1912 Zwerchhaus ergänzt; mit Ausstattung; Hausmadonna an der Fassade Luisenstraße, nachqualifiziert | D-4-61-000-1531         | BW             |
| Franz-Ludwig-Straße 16 (Standort)                  | Logengebäude                                       | Reich gegliederter zwei- bis dreieinhalbgeschossiger Baukörper mit Walm- und Satteldach, Eingangsbereich mit Nischenfigur und Altanvorbau, Putzgliederungen, an den Style Louis XIII. anschließend, 1890 | D-4-61-000-182 Wikidata | weitere Bilder |
| Franz-Ludwig-Straße 19 (Standort)                  | Mietshaus                                          | Über hohem Keller massiver dreigeschossiger Mansarddachbau mit kaum vortretenden Mittelrisalit, barockisierender Historismus, um 1905 | D-4-61-000-848 Wikidata | weitere Bilder |
| Franz-Ludwig-Straße 21 (Standort)                  | Staatliches Bauamt                                 | Dreiflügeliges Eckgebäude in der Straßengabelung zum Heinrichsdamm, in Formen der heimischen Renaissance, Putzbau mit Walmdach, zweigeschossig über Natursteinsockel, Hauptflügel mit breitem Mittelrisalit, davor gerade zweiläufige Freitreppe, Seitenflügel mit polygonalen, haubenbesetzten Erkern, 1904/06 unter der Leitung von Roman Boxberger                                                     | D-4-61-000-183 Wikidata | weitere Bilder |
| Franz-Ludwig-Straße 21 (Standort)                  | Staatliches Bauamt, Vorgarten mit Einfriedung      | Gleichzeitig, Naturstein und Eisenlanzetten | D-4-61-000-183 Wikidata | weitere Bilder |
| Franz-Ludwig-Straße 21 (Standort)                  | Staatliches Bauamt, Gartenhaus                     | Gleichzeitig, eingeschossig mit Walmdach | D-4-61-000-183 Wikidata | weitere Bilder |
| Franz-Ludwig-Straße 28 (Standort)                  | Mietshaus in Ecklage                               | Dreigeschossiger Massivbau mit Eckerker und Satteldach, Fassaden in neuklassizistischen Formen, um 1900 | D-4-61-000-184 Wikidata | weitere Bilder |
| Franz-Ludwig-Straße 30 (Standort)                  | Mietshaus                                          | Dreigeschossiger Traufseitbau mit Satteldach, polygonaler Erker, aufwendig gerahmte Oberlichthaustür, Zwerchgiebel und Gauben, in Formen der deutschen Renaissance, 1900 | D-4-61-000-185 Wikidata | weitere Bilder |

### Friedrichstraße
| Lage                                           | Objekt             | Beschreibung | Akten-Nr.                | Bild           |
| ---------------------------------------------- | ------------------ | --- | ------------------------ | -------------- |
| Friedrichstraße 2; Schützenstraße 1 (Standort) | Wohn- und Bürohaus | In Ecklage, aufwendiger zweigeschossiger, an den Ecken dreigeschossiger Baublock über hohem Sockel, die abgeschrägte Eckfront durch Seitentürme mit Kuppeldächern und gerahmte Risalite mit Doppelarkadenlauben betont, Sandsteinquaderbau mit Mansarddach, dem Style Louis XIII. nachempfunden, 1891/92 nach Plänen von Friedrich Geb, ausgeführt von Georg II. Hofbauer, geringe Überformungen im 20. Jahrhundert | D-4-61-000-1400 Wikidata | weitere Bilder |
| Friedrichstraße 7 (Standort)                   | Wohngebäude        | Dreigeschossiger Mansardwalmdachbau, massiv mit aufgeputzter Gliederung, in Formen des französischen Barock, um 1890 von Georg II. Hofbauer und Max Ohlmüller | D-4-61-000-1401 Wikidata | weitere Bilder |
| Friedrichstraße 9 (Standort)                   | Mietshaus          | Dreigeschossiger traufständiger Satteldachbau über hohem Sockel, seitlich Tordurchfahrt, Massivbau, Obergeschosse in gelben Klinkern, Gliederungen in Sandstein und Putz, Neurenaissancedekor, 1893 von Friedrich Geb | D-4-61-000-1402 Wikidata | weitere Bilder |
| Friedrichstraße 14 (Standort)                  | Mietshaus          | In Ecklage, viergeschossiger traufständiger Massivbau, verputzt mit reich gestalteten Gliederungen und Rahmungen in Sandstein und Stuck, Dachaufbau mit Walmdach und vorgesetzten Zwerchgiebeln, Bauherrninschrift, Jugendstil, von Johannes Kronfuß, bezeichnet „1903“ | D-4-61-000-1403 Wikidata | weitere Bilder |
| Friedrichstraße 17 (Standort)                  | Mietshaus          | In Ecklage, neuklassizistischer dreigeschossiger Massivbau mit Putzgliederung und Satteldach, Erdgeschoss rustiziert, an der Ecke Erkertürmchen, 1893 von Jakob Maier | D-4-61-000-1855 Wikidata | weitere Bilder |

### Hainstraße
| Lage                                                                               | Objekt                                                                      | Beschreibung | Akten-Nr.                | Bild           |
| ---------------------------------------------------------------------------------- | --------------------------------------------------------------------------- | --- | ------------------------ | -------------- |
| Hainstraße 2 (Standort)                                                            | Stattlicher Mietsblock in reduziert barockisierenden Formen des Jugendstils | Viergeschossig, Mansarddach, auf die Ecklage zum Schönleinsplatz bezugnehmend, 1906 von Chrysostomus Martin Auf dem rückwärtigen Grundstück zum Harmoniegarten Stadtmauerreste (siehe Stadtbefestigung) | D-4-61-000-232 Wikidata  | weitere Bilder |
| Hainstraße 4 (Standort)                                                            | Mietshaus                                                                   | In neuklassizistischen Formen, dreigeschossig, rustiziertes Erdgeschoss, Walmdach mit Zwerchgiebeln, Hauseingangsüberdachung und Balkon in Gusseisen, 1911 von Anton Staller | D-4-61-000-233 Wikidata  | weitere Bilder |
| Hainstraße 4 (Standort)                                                            | Hoftor                                                                      | Gusseisen | D-4-61-000-233 Wikidata  | weitere Bilder |
| Hainstraße 4 (Standort)                                                            | Ehemaliges Kutscherhaus                                                     | Rückwärtig, schlichter zweigeschossiger Walmdachbau mit Fachwerkobergeschoss, an die alte Stadtmauer (vgl. Stadtbefestigung) zum Harmoniegarten angefügt | D-4-61-000-233 Wikidata  | weitere Bilder |
| Hainstraße 4 a (Standort)                                                          | Villa Dessauer                                                              | Aufwendige Stadtvilla in Anlehnung an Formen des flämischen Barock, zweigeschossig mit Eckturm, seitlich polygonaler Verandavorbau mit Dachterrasse, Risalite mit Zwerchgiebeln, stark plastisch gebildete Fassade mit figürlichen Schmuckelementen sowie Standfigurennischen, Kellerfenster mit gusseisernen Schmuckgittern, um 1883 von Friedrich Geb | D-4-61-000-234 Wikidata  | weitere Bilder |
| Hainstraße 4 a (Standort)                                                          | Einfriedung                                                                 | Gusseisern, mit massiven Torpfeilern | D-4-61-000-234 Wikidata  | Einfriedung    |
| Nähe Hainstraße, an der westlichen Grundstücksgrenze zum Harmoniegarten (Standort) | Stadtmauerreste                                                             | 15. Jahrhundert | D-4-61-000-234 Wikidata  | weitere Bilder |
| Hainstraße 5 (Standort)                                                            | Stadtvilla                                                                  | In spätklassizistischen Formen, breitgelagerter Massivbau mit Mittelrisaliten und flach geneigtem Satteldach, 1868 von Georg II. Hofbauer | D-4-61-000-235 Wikidata  | weitere Bilder |
| Hainstraße 6 (Standort)                                                            | Stadtvilla in Ecklage                                                       | In cinquecentesken Formen, zweigeschossig mit flachem Walmdach, Treppenaufgang, seitlich der Haustür Nischenfiguren, Eckerker, straßenseitiger Balkon, um 1880 | D-4-61-000-236 Wikidata  | weitere Bilder |
| Hainstraße 6 (Standort)                                                            | Rückgebäude                                                                 | Zweigeschossig, in Jugendstilformen villenähnlich ausgebaut und mit Eingang zur Richard-Wagner-Straße versehen, 1904 von Johannes Kronfuß Im Rückgebäude Reste der Stadtmauer des 15. Jahrhunderts | D-4-61-000-236 Wikidata  | weitere Bilder |
| Hainstraße 6 (Standort)                                                            | Einfriedung                                                                 | Gusseiserner Lanzettenzaun 1880–1900 | D-4-61-000-236 Wikidata  | weitere Bilder |
| Hainstraße 7 (Standort)                                                            | Stadtvilla                                                                  | In spätklassizistischen Formen, zweigeschossig, breitgelagert, mit Mittelrisalit, flach geneigtes Walmdach, 1868 von Caspar Dennefeld | D-4-61-000-237 Wikidata  | weitere Bilder |
| Hainstraße 7 (Standort)                                                            | Einfriedung                                                                 | Gusseisern | D-4-61-000-237 Wikidata  | Einfriedung    |
| Hainstraße 8 (Standort)                                                            | Stattliches Wohngebäude                                                     | In nachklassizistischen Formen, dreigeschossig mit erdgeschossigem Anbau, flaches Walmbach, um 1874 von Adam II. Grenz | D-4-61-000-238 Wikidata  | weitere Bilder |
| Hainstraße 9 (Standort)                                                            | Stadtvilla                                                                  | Mit Anklängen an den Maximiliansstil, zweigeschossiger breitgelagerter Kubus mit flachem Walmdach, um 1860/65 | D-4-61-000-239 Wikidata  | Stadtvilla     |
| Hainstraße 11 (Standort)                                                           | Stadtvilla in Ecklage                                                       | Zweigeschossiger Walmdachbau mit Zwerchgiebeln, Eckturm zu drei Geschossen über quadratischem Grundriss mit abgefasten Ecken, achteckiger Turmaufsatz mit Fachwerkobergeschoss und Laternenhaube, Altan und Balkon mit Maßwerkbrüstung, um 1864 von Caspar Dennefeld, 1901/02 von Gustav Haeberle in Formen der deutschen Renaissance mit Elementen der Burgenarchitektur ausgebaut und erweitert | D-4-61-000-240 Wikidata  | weitere Bilder |
| Hainstraße 11 (Standort)                                                           | Kutscherhäuschen                                                            | | D-4-61-000-240 Wikidata  | weitere Bilder |
| Hainstraße 12 (Standort)                                                           | Stadtvilla                                                                  | In spätklassizistischen Formen, zweigeschossig, breitgelagerter Kubus mit Kranzgesims und flach geneigtem Walmdach, am flachen vierachsigen Mittelrisalit ionische Seitenpilaster, 1873 von Georg II. Hofbauer | D-4-61-000-241 Wikidata  | weitere Bilder |
| Hainstraße 13 (Standort)                                                           | Stadtvilla in Ecklage                                                       | Zweigeschossig mit polygonalem Eckturm und Risalit, Walmdach, 1864 Georg II. Hofbauer, 1902 von Chrysostomus Martin in gotisierenden Formen umgebaut | D-4-61-000-242 Wikidata  | weitere Bilder |
| Hainstraße 15 (Standort)                                                           | Stadtvilla                                                                  | Maximiliansstil, breitgelagerter zweigeschossiger Kubus mit Mittelrisalit und flach geneigtem Walmdach, 1879 von Georg II. Hofbauer; zweigeschossiges Kutscherhaus, historistisch mit Schweifgiebel bzw. Halbwalm, um 1900 | D-4-61-000-243 Wikidata  | weitere Bilder |
| Hainstraße 15 (Standort)                                                           | Kutscherhaus                                                                | Zweigeschossig, historistisch mit Schweifgiebel bzw. Halbwalm, um 1900 | D-4-61-000-243 Wikidata  | weitere Bilder |
| Hainstraße 15 (Standort)                                                           | Einfriedung                                                                 | Mit gusseisernem Lanzettenzaun um 1880 | D-4-61-000-243 Wikidata  | Einfriedung    |
| Hainstraße 16 (Standort)                                                           | Stadtvilla                                                                  | In italienisierender Neurenaissance, breitgelagerter Kubus, zweigeschossig mit Mezzanin und Mittelrisaliten, Kranzgesims, flach geneigtes Walmdach, 1872 von Caspar Dennefeldt | D-4-61-000-244 Wikidata  | weitere Bilder |
| Dr.-Haas-Straße 2 b (Standort)                                                     | Kutscherhaus                                                                | Eingeschossig mit flach geneigtem Walmdach, um 1900 | D-4-61-000-244 zugehörig | Kutscherhaus   |
| Hainstraße 16, Dr.-Haas-Straße 2 b (Standort)                                      | Einfriedung                                                                 | Mit gusseisernen Lanzetten, letztes Viertel 19. Jahrhundert | D-4-61-000-244 Wikidata  | Einfriedung    |
| Hainstraße 19 (Standort)                                                           | Stadtvilla                                                                  | Im Maximiliansstil, breitgelagerter zweigeschossiger Kubus mit dreigeschossigem Mittelpavillon, 1877 von Caspar Dennefeld | D-4-61-000-245 Wikidata  | weitere Bilder |
| Hainstraße 20 (Standort)                                                           | Stadtvilla                                                                  | In italianisierender Neurenaissance, zweigeschossiger, asymmetrisch gegliederter breitgelagerter Bau, 1873 von Georg II. Hofbauer; Einfriedung mit gusseisernen Lanzetten letztes Viertel 19. Jahrhundert | D-4-61-000-246 Wikidata  | weitere Bilder |
| Hainstraße 21 (Standort)                                                           | Stadtvilla in Ecklage                                                       | In nachklassizistischen Formen, zweigeschossig mit leicht vortretenden Risaliten, 1868 von Georg II. Hofbauer für sich selbst | D-4-61-000-247 Wikidata  | weitere Bilder |
| Hainstraße 21 (Standort)                                                           | Kutscherhaus                                                                | Bauzeitlich | D-4-61-000-247 Wikidata  | weitere Bilder |
| Hainstraße 21 (Standort)                                                           | Einfriedung                                                                 | Gusseiserner Lanzettenzaun, letztes Viertel 19. Jahrhundert | D-4-61-000-247 Wikidata  | weitere Bilder |
| Hainstraße 22; Nähe Ottostraße (Standort)                                          | Stadtvilla in Ecklage                                                       | In nachklassizistischen Formen, zweigeschossiger Kubus auf Winkelgrundriss mit zur Hainstraße leicht vortretenden Seitenrisaliten, Freitreppengeländer und Konsolen des Hauseingangsvordaches in Gusseisen, um 1870 wohl von Adam II. Grenz | D-4-61-000-248 Wikidata  | weitere Bilder |
| Nähe Ottostraße (Standort)                                                         | Kutschergebäude                                                             | Rückwärtig, in funktionalem Fachwerk mit flach geneigtem Satteldach, Ende 19. Jahrhundert | D-4-61-000-248 Wikidata  | weitere Bilder |
| Hainstraße 22, Nähe Ottostraße (Standort)                                          | Einfriedung                                                                 | Gusseiserne Lanzetten, letztes Viertel 19. Jahrhundert | D-4-61-000-248 Wikidata  | BW             |
| Hainstraße 25, Hainstraße 27 (Standort)                                            | Doppelmietvilla                                                             | In Formen des Style Louis XIII, zweigeschossig mit Mansarddach und aufwendig gestalteten Risaliten, 1892/93 von Jakob Maier | D-4-61-000-249 Wikidata  | weitere Bilder |
| Hainstraße 25, Hainstraße 27 (Standort)                                            | Einfriedung                                                                 | Gusseiserner Lanzettenzaun mit massiven Pfeilern | D-4-61-000-249 Wikidata  | weitere Bilder |
| Hainstraße 29 (Standort)                                                           | Mietvilla                                                                   | Zweigeschossig mit Mansardwalmdach, seitlich vortretendes übergiebeltes Treppenhaus, Eckerker, am Mittelrisalit Balkon mit Eisengeländer, Dekorformen des fränkischen Barock, 1897 von Jakob Maier | D-4-61-000-251 Wikidata  | weitere Bilder |
| Hainstraße 29 (Standort)                                                           | Einfriedung                                                                 | Gusseisern | D-4-61-000-251 Wikidata  | weitere Bilder |
| Hainstraße 31 (Standort)                                                           | Mietvilla                                                                   | Zweigeschossiger Mansardwalmdachbau mit seitlich vorspringenden Anbauten, am Mittelrisalit Balkon mit gusseisernem Gitter, in neubarocken Formen, 1896 von Jakob Maier | D-4-61-000-252 Wikidata  | weitere Bilder |
| Hainstraße 31 (Standort)                                                           | Einfriedung                                                                 | Gusseisern | D-4-61-000-252 Wikidata  | weitere Bilder |
| Hainstraße 33 (Standort)                                                           | Villa in Ecklage                                                            | Zweigeschossig mit Mansardwalmdach, Eckturm mit Zwiebelhaube, Straßenfassaden mit Mittelrisaliten, mit, in Formen des Style Louis XIII, 1896 von Chrysostomus Martin | D-4-61-000-253 Wikidata  | weitere Bilder |
| Hainstraße 33 (Standort)                                                           | Einfriedung                                                                 | Gusseisern | D-4-61-000-253 Wikidata  | weitere Bilder |
| Hainstraße 35 (Standort)                                                           | Villa in Ecklage                                                            | Zweigeschossig mit gaubenbesetztem Mansarddach, Fassaden mit Eckturm, Risaliten, Balkonen und Loggia, Dekorationsformen des fränkischen Rokoko, Marienrelief, 1903 von Chrysostomus Martin | D-4-61-000-254 Wikidata  | weitere Bilder |
| Hainstraße 35 (Standort)                                                           | Einfriedung                                                                 | Gusseisern, mit aufwendig gestalteten massiven Pfeilern | D-4-61-000-254 Wikidata  | weitere Bilder |
| Hainstraße 37, Hainstraße 37 a (Standort)                                          | Zwei freistehende Villen gleichen Typs                                      | Formen des barockisierenden Jugendstils und die Werkbundideen aufgreifende Art-déco-Bauten, zweigeschossig mit Mansardwalmdach, Mittelrisalit im Erdgeschoss mit vorspringendem Standerker, im Dachgeschoss mit hinter puttenbesetztem Balkongitter zurückgesetztem welschem Giebel, 1921/23 von E. Harth und N. Glück | D-4-61-000-255 Wikidata  | weitere Bilder |
| Hainstraße 37, Hainstraße 37 a (Standort)                                          | Kutscherhaus                                                                | Bauzeitlicher, schlichter Bau mit Kniestock und flach geneigtem Satteldach, Veränderungen der 1930er Jahre | D-4-61-000-255 Wikidata  | weitere Bilder |
| Hainstraße 37, Hainstraße 37 a (Standort)                                          | Einfriedung                                                                 | Gusseisern | D-4-61-000-255 Wikidata  | weitere Bilder |
| Hainstraße 39 (Standort)                                                           | Staatsarchiv                                                                | Zweigeschossige, symmetrische Dreiflügelanlage, Quaderbau mit Walmdächern, in Formen des fränkischen Barock, mit Haupteingangsrisalit zur Sodenstraße, von Fritz Fuchsenberger, bezeichnet „1902–1905“; Am Hainstraßenflügel Galerie mit schmiedeeisernem Geländer als Verbindung zum Pavillon Pavillon auf Winkelgrundriss, Mittelrisalit mit Dreiecksgiebel, Eckquaderungen Im Hof erdgeschossige Remise mit Pilastergliederung Geometrisch gestaltete Gartenanlage Straßenseitig aufwendige Einfriedung und gusseisernes Hoftor | D-4-61-000-256 Wikidata  | weitere Bilder |
| Hainstraße 43 (Standort)                                                           | Einfamilienhaus                                                             | Eingeschossig mit Mansardwalmdach, über halbrund vorgezogenem Standerker ungedeckter Austritt vor Zwerchhaus mit Dreiecksgiebel, 1921 von Johannes Jehnes | D-4-61-000-858 Wikidata  | weitere Bilder |
| Hainstraße 45 (Standort)                                                           | Einfamilienhaus                                                             | Eingeschossig mit Mansardwalmdach, kräftigem dreiachsigem Vorbau, darüber ungedeckter Austritt vor Zwerchhaus mit Dreiecksgiebel, 1921 von Johannes Jehnes | D-4-61-000-859 Wikidata  | weitere Bilder |
| Hainstraße 47 (Standort)                                                           | Villa                                                                       | Zweigeschossig mit Mansarddach, zwei kräftige, runde Standerker (ein- und zweigeschossig) mit dazwischengespanntem Balkon, 1921/23 von Albin Strobel | D-4-61-000-860 Wikidata  | weitere Bilder |
| Hainstraße 49 (Standort)                                                           | Kleinvilla in Ecklage                                                       | Mit Mansardwalmdach und Säulenvorhalle, zur E.T.A.-Hoffmann-Straße halbrunder Standerker, darüber ungedeckter Austritt, 1922/23 von August Herbig | D-4-61-000-861 Wikidata  | weitere Bilder |

### Heinrichsdamm
| Lage                                                          | Objekt                  | Beschreibung | Akten-Nr.               | Bild           |
| ------------------------------------------------------------- | ----------------------- | --- | ----------------------- | -------------- |
| Hauptwachstraße 19, Kleberstraße 10, Heinrichsdamm (Standort) | Dammbefestigung         | Sandsteinquadermauer mit gusseisernem Geländer, 1887–1889 von Friedrich Hohmann, obere Uferbefestigung zweite Hälfte 18. Jahrhundert, siehe auch Uferbefestigung Kunigundendamm | D-4-61-000-288 Wikidata | weitere Bilder |
| Heinrichsdamm 2; Heinrichsdamm 3 (Standort)                   | Doppelmietshaus         | Dreigeschossiger verputzter Massivbau mit rustizierter spiegelsymmetrischer Fassade, Mansarddach, schmale Seitenrisalite mit Zwerchdächern, neubarock, 1897/98 von Andreas Eberth, bezeichnet „1898“ | D-4-61-000-289 Wikidata | weitere Bilder |
| Heinrichsdamm 4 (Standort)                                    | Mietshaus               | Dreigeschossiger verputzter Massivbau mit rustizierter Fassade, Mansarddach, seitlich mit Zwerchhaus über dem Treppenhaus und mit Erker, neubarock, 1897 von Gustav Haeberle | D-4-61-000-291 Wikidata | weitere Bilder |
| Heinrichsdamm 7 (Standort)                                    | Wohn- und Geschäftshaus | Eckhaus am Brückenkopf, über hohem Keller dreigeschossiger Massivbau mit Mansardwalmdach, überkuppelter Eckturm, seitlich Dachterrasse über eingeschossigem Wintergarten mit abgerundeten Ecken, rote Verklinkerung mit Werksteingliederungen in Sandstein und aufgeputzter Rustizierung im Erdgeschoss, historistisch in Formen des Style Louis XIII, 1891 von Chrysostomus Martin | D-4-61-000-292 Wikidata | weitere Bilder |
| Heinrichsdamm 8 (Standort)                                    | Mietshaus               | Über Kalksteinsockel dreigeschossiger Putzbau mit Mansardwalmdach, massiv, neubarock, 1896 von Emmerich Goes | D-4-61-000-293 Wikidata | weitere Bilder |
| Heinrichsdamm 9; Heinrichsdamm 10 (Standort)                  | Doppelmietshaus         | Dreigeschossiger Mansarddachbau, massiv, verputzt, spiegelsymmetrische Fassadengestaltung, neubarock, 1896 von Emmerich Goes (zugleich Schauplatz von Hans Wollschlägers Roman Herzgewächse oder Der Fall Adams.) | D-4-61-000-294 Wikidata | weitere Bilder |
| Heinrichsdamm 11 (Standort)                                   | Schwesternhaus          | Dreigeschossiger Massivbau, verputzt, Mansardwalmdach, historistisch, Neurenaissance, 1892 von Georg II. Hofbauer und Max Ohlmüller | D-4-61-000-296 Wikidata | weitere Bilder |
| Heinrichsdamm 11 b (Standort)                                 | Mietshaus               | Reich gegliederter viergeschossiger Massivbau mit Satteldach, Erdgeschoss in Naturstein, Obergeschosse verputzt mit Werksteingliederungen, Erker, Zwerchhaus, historistisch in Formen der deutschen Renaissance, 1907 | D-4-61-000-298 Wikidata | weitere Bilder |
| Heinrichsdamm 12 (Standort)                                   | Mietshaus               | Dreigeschossiger Massivbau mit Satteldach, Traufseithaus mit Mittelrisalit, rustiziertes Sandsteinerdgeschoss, Obergeschosse gelber Ziegel mit Werksteingliederungen, Neurenaissance, 1898 | D-4-61-000-299 Wikidata | weitere Bilder |
| Heinrichsdamm 13 (Standort)                                   | Mietshaus               | Dreigeschossiger traufständiger Massivbau mit Satteldach, breitem Zwerchhaus mit Schweifgiebel und Flacherker, Putzfassade mit rustiziertem Erdgeschoss und reichem Werksteindekor in Formen des Jugendstils, von Chrysostomus Martin, 1902 | D-4-61-000-300 Wikidata | weitere Bilder |

### Heinrichstraße
| Lage                        | Objekt    | Beschreibung                                                                                           | Akten-Nr.               | Bild           |
| --------------------------- | --------- | --- | ----------------------- | -------------- |
| Heinrichstraße 6 (Standort) | Mietshaus | Dreigeschossiger Mansarddachbau mit Eckerker, Backstein mit Sandsteingliederungen, um 1895; in Ecklage | D-4-61-000-302 Wikidata | weitere Bilder |

### Herzog-Max-Straße
| Lage                                                  | Objekt               | Beschreibung | Akten-Nr.               | Bild           |
| ----------------------------------------------------- | -------------------- | --- | ----------------------- | -------------- |
| Herzog-Max-Straße 1 (Standort)                        | Mietshaus            | Zweiflügelig in spitzwinkliger Straßengabelung, dreigeschossiger Massivbau mit Mansarddach und repräsentativem viergeschossigem Eckpavillon, Putzbau mit genutetem Erdgeschoss, neubarock, 1893 von Chrysostomus Martin                                                                                              | D-4-61-000-316 Wikidata | weitere Bilder |
| Herzog-Max-Straße 2 (Standort)                        | Mietshaus            | Traufständiger dreigeschossiger Traufseitbau, massiv, verputzt mit Gliederungen in Sandstein, Erdgeschoss rustiziert, Mansarddach mit Zwerchgiebel, Neurenaissance, 1894 von Jakob Maier | D-4-61-000-317 Wikidata | weitere Bilder |
| Herzog-Max-Straße 3 (Standort)                        | Mietshaus            | Dreigeschossiges traufständiges Mansarddachhaus mit Seitenrisalit, massiv, verputzt mit aufwendigen Sandsteinrahmungen, Jugendstil, 1903 von Martin Hartmann | D-4-61-000-318 Wikidata | weitere Bilder |
| Herzog-Max-Straße 5 (Standort)                        | Mietshaus            | Dreigeschossiger traufständiger Mansarddachbau mit breitem Mittelrisalit, Massivbau, verputzt, Fenster- und Türrahmungen mit reichem Jugendstilschmuck, 1903 von Martin Hartmann | D-4-61-000-319 Wikidata | weitere Bilder |
| Herzog-Max-Straße 7 (Standort)                        | Mietshaus            | Dreigeschossiger traufständiger Mansarddachbau mit breitem Mittelrisalit und doppelgeschossigem Erker, massiv, verputzt, Fenster- und Türrahmungen in Sandstein mit reichem Jugendstilschmuck, 1904 von Martin Hartmann                                                                                              | D-4-61-000-320 Wikidata | weitere Bilder |
| Herzog-Max-Straße 9 (Standort)                        | Mietshaus            | Dreigeschossiger traufständiger Satteldachbau mit breitem Mittelrisalit, massiv, verputzt, Jugendstil, 1907 von Anton Staller | D-4-61-000-321 Wikidata | weitere Bilder |
| Herzog-Max-Straße 12 (Standort)                       | Verwaltungsgebäude   | Dreiseitig freistehender Massivbau, verputzt, einseitig abgewalmtes flach geneigtes Satteldach, über hohem Sockel viergeschossig mit abgerundeten Ecken, kräftig gegliedert mit Schmuckreliefs in den Bogenfeldern der kolossalen Blendarkaden in Erd- und 1. Obergeschoss, traditionalistisch, 1925 von Carl Brandt | D-4-61-000-322 Wikidata | weitere Bilder |
| Herzog-Max-Straße 16 (Standort)                       | Städtisches Schulamt | Dreigeschossiger Walmdachbau, reich gegliedert mit Zwerchgauben, Halbrunderker und erdgeschossigem Saalvorbau mit Bauplastik, massiv, verputzt, reduziert historisierende Formen, 1923 von Albin Strobel | D-4-61-000-323 Wikidata | weitere Bilder |
| Herzog-Max-Straße 29 (Standort)                       | Mietshaus            | Dreigeschossiges traufständiges Mansarddachhaus mit Schopf, Massiv, verputzt, reich gegliedert mit turmartigem Runderker, Zwerchhaus, Windfang und Standerker, Jugendstil, 1903 von Andreas Eberth | D-4-61-000-324 Wikidata | weitere Bilder |
| Herzog-Max-Straße 29 (Standort)                       | Hoftor               | Bauzeitlich, eisern | D-4-61-000-324 Wikidata | weitere Bilder |
| Herzog-Max-Straße 36, Herzog-Max-Straße 38 (Standort) | Doppelmietshaus      | Dreigeschossiger traufständiger Mansarddachbau mit Schopf, reich gegliederte vorgezogene Front mit viergeschossigen und von Mansardwalmdächern abgeschlossenen Seitenrisaliten, massiv, verputzt, teils mit Werksteinrahmungen, Jugendstil, 1904 von Johannes Kronfuß                                                | D-4-61-000-325 Wikidata | weitere Bilder |
| Herzog-Max-Straße 36, Herzog-Max-Straße 38 (Standort) | Einfriedung          | Bauzeitlicher geschwungener schmiedeeiserner Gartenzaun | D-4-61-000-325 Wikidata | BW             |

### Hornthalstraße
| Lage                        | Objekt    | Beschreibung | Akten-Nr.               | Bild           |
| --------------------------- | --------- | --- | ----------------------- | -------------- |
| Hornthalstraße 2 (Standort) | Mietshaus | Über Sockelgeschoss zweigeschossiger Traufseitbau mit Mezzaningeschoss und flach geneigtem Satteldach, massiv, verputzt, Neurenaissance, um 1880 von Jakob Mayer | D-4-61-000-363 Wikidata | weitere Bilder |

### Kapuzinerstraße
| Lage                          | Objekt    | Beschreibung | Akten-Nr.               | Bild           |
| ----------------------------- | --------- | --- | ----------------------- | -------------- |
| Kapuzinerstraße 33 (Standort) | Mietshaus | Dreigeschossiger asymmetrisch gegliederter Eckbau mit Mansarddach, Putzbau mit steinsichtigen Gliederungen in Formen der Neurenaissance, Risalit und Eckerker, von Jakob Maier 1891                                                                 | D-4-61-000-449 Wikidata | weitere Bilder |
| Kapuzinerstraße 36 (Standort) | Mietshaus | Dreigeschossiger Traufseitbau über hohem Sockel mit Mansarddach in aufwendigen Neurenaissanceformen, Flachrisalit, Baugruppe mit Holzmarkt 12 (siehe dort) und Kapuzinerstraße 38 (siehe dort), von Xaver Sepp, 1890                                | D-4-61-000-451 Wikidata | weitere Bilder |
| Kapuzinerstraße 38 (Standort) | Mietshaus | Dreigeschossiger Traufseitbauüber hohem Sockel mit Mansarddach in aufwendigen Neurenaissanceformen, nördlicher Teil einer einheitlich gestalteten Baugruppe mit Kapuzinerstraße 36 (siehe dort) und Holzmarkt 12 (siehe dort), von Xaver Sepp, 1890 | D-4-61-000-452 Wikidata | weitere Bilder |

### Luisenstraße
| Lage                       | Objekt                                | Beschreibung | Akten-Nr.               | Bild           |
| -------------------------- | ------------------------------------- | --- | ----------------------- | -------------- |
| Luisenstraße 1 (Standort)  | Mietshaus                             | Dreigeschossiger Satteldachbau in Formen der Neurenaissance, von Jakob Maier, 1890                                                                                             | D-4-61-000-607 Wikidata | weitere Bilder |
| Luisenstraße 4 (Standort)  | Nördlicher Teil einer Mietshausgruppe | Dreigeschossiger Backsteinbau mit Putzgliederungen und Rahmungen, Neurenaissance, 1890 von Chrysostomus Martin                                                                 | D-4-61-000-608 Wikidata | weitere Bilder |
| Luisenstraße 7 (Standort)  | Mietshaus                             | Dreigeschossiger Flachsatteldachbau mit einseitigem Walm, in Formen der Neurenaissance, von Georg II. Hofbauer und Ohlmüller, 1894                                             | D-4-61-000-609 Wikidata | weitere Bilder |
| Luisenstraße 20 (Standort) | Mietshaus                             | Dreigeschossiger Satteldachbau in historisierendem Jugendstil, von Conrad Bohrer, 1907                                                                                         | D-4-61-000-610 Wikidata | weitere Bilder |
| Luisenstraße 22 (Standort) | Mietshaus                             | Dreigeschossiger Satteldachbau in historisierendem Jugendstil, von Conrad Bohrer, 1907                                                                                         | D-4-61-000-611 Wikidata | weitere Bilder |
| Luisenstraße 24 (Standort) | Mietshaus                             | Viergeschossiger Satteldachbau mit vielgliedriger Fassade in historisierendem Jugendstil, als Eckhaus zum Heinrichsdamm von städtebaulicher Bedeutung, von Conrad Bohrer, 1907 | D-4-61-000-612 Wikidata | weitere Bilder |

### Markusplatz
| Lage                        | Objekt                                                                                      | Beschreibung | Akten-Nr.                | Bild           |
| --------------------------- | ------------------------------------------------------------------------------------------- | --- | ------------------------ | -------------- |
| Markusplatz 1 (Standort)    | Mietshaus                                                                                   | Dreigeschossiger traufständiger Satteldachbau, massiv, verputzt, Sgraffito-Dekor, Neurenaissance, 1889 von Jakob Maier | D-4-61-000-906 Wikidata  | weitere Bilder |
| Markusplatz 2 (Standort)    | Mietshaus                                                                                   | Dreigeschossiger Traufseitbau, Erdgeschoss in Sandsteinquadern Obergeschosse verklinkert mit Putzgliederungen, Neurenaissance, 1889 von Daniel Fuchs | D-4-61-000-2176 Wikidata | weitere Bilder |
| Markusplatz 3 (Standort)    | Ehemaliges Entbindungshaus mit Hebammenschule, dann Frauenklinik, heute Universitätsgebäude | Mehrteilige monumentale Baugruppe, über Natursteinsockel traufständiger dreigeschossiger Hauptbau mit Mittelrisalit und Satteldach, Massivbau verputzt mit Werksteingliederungen in Sandstein, Dach, Zwerchhäuser und Mittelrisalit mit Schweifgiebeln, seitlich aus der Fassade zurücktretender Nebenflügel, davor aufwendiger Eingangsbereich mit gerader einläufiger Freitreppe und offener Loggia als Unterbau eines Treppenturms mit Mansarddachhaube, Neurenaissance, 1905/06 von Roman Boxberger | D-4-61-000-908 Wikidata  | weitere Bilder |
| Markusplatz 3 (Standort)    | Wäschehaus                                                                                  | Rückwärtig, gleichzeitiges eingeschossiges schlichtes verputztes Wäschehaus, Mansarddach mit Schopf | D-4-61-000-908 Wikidata  | weitere Bilder |
| Markusplatz 6 (Standort)    | Mietshaus                                                                                   | Dreigeschossiger Eckbau, anspruchsvoller, barockisierender Baublock in städtebaulich prominenter Lage, Massivbau mit Mansarddach, rustiziertes Erdgeschoss, Obergeschosse verklinkert mit Putzgliederung, die Gebäudeecken durch Zeltdachtürmchen zum Markusplatz betont, 1888 von Chrysostomus Martin | D-4-61-000-909 Wikidata  | weitere Bilder |
| Markusplatz 10 (Standort)   | Wohngebäude                                                                                 | Dreigeschossiger verputzter Massivbau mit Flachsatteldach, in nachklassizistischen Formen, um 1860, 1865 von Georg II. Hofbauer aufgestockt, östliche Giebelseite nachträglich freigelegt; Hausfigur, Sandsteinrelief, Marienkrönung, erste Hälfte 18. Jahrhundert | D-4-61-000-910 Wikidata  | weitere Bilder |
| Nähe Markusplatz (Standort) | Denkmal für die Gefallenen der Freiwilligen Feuerwehr                                       | Sockel mit Inschrifttafel, darüber liegende martialische Kriegerfigur, Beton, 1921 von Hans Leitherer | D-4-61-000-911 Wikidata  | weitere Bilder |

### Markusstraße
| Lage                                        | Objekt                                          | Beschreibung | Akten-Nr.                | Bild           |
| ------------------------------------------- | ----------------------------------------------- | --- | ------------------------ | -------------- |
| Markusstraße 1 (Standort)                   | Mietshaus                                       | Dreigeschossiger Traufseitbau mit Mittelrisalit und Mansardwalmdach, Neurenaissance, 1891 von Jakob Maier | D-4-61-000-912 Wikidata  | weitere Bilder |
| Markusstraße 2 (Standort)                   | Mietshaus                                       | Dreigeschossiger Eckbau mit geputztem, rustiziertem Erdgeschoss, Obergeschosse ziegelsichtig mit geputzten Gliederungen, flach geneigtes Satteldach, Neurenaissance, 1889 von Jakob Maier                                   | D-4-61-000-913 Wikidata  | weitere Bilder |
| Markusstraße 2 a (Standort)                 | Mietshaus                                       | Dreigeschossiger Traufseitbau mit geputztem, rustiziertem Erdgeschoss, Obergeschosse ziegelsichtig mit am Plattenstil orientierten Gliederungen, schmiedeeiserner Balkon, flach geneigtes Satteldach, Historismus, 1889/90  | D-4-61-000-1537 Wikidata | weitere Bilder |
| Markusstraße 6 (Standort)                   | Villa                                           | Zweigeschossiger spätklassizistischer Walmdachbau mit Sandsteingliederung, 1854/55 von Zelger (Schweinfurt), Rundgiebel 1908 von Chrysostomus Martin                                                                        | D-4-61-000-933 Wikidata  | weitere Bilder |
| Markusstraße 6 (Standort)                   | Garten                                          | Mit Einfriedung aus gusseisernen Lanzetten zwischen steinernen Pfosten | D-4-61-000-933 Wikidata  | weitere Bilder |
| Markusstraße 7 a (Standort)                 | Mietshaus                                       | Dreigeschossiger Massivbau mit nachklassizistischer Putzfassade und Mansarddach, 1886 von Georg II. Hofbauer und (Max?) Ohlmüller                                                                                           | D-4-61-000-914 Wikidata  | weitere Bilder |
| Markusstraße 11, 13 (Standort)              | Doppelmietshaus                                 | Zweigeschossiger Massivbau mit seitlichen Eingangsrisaliten und Mansarddach, in Formen der französischen Renaissance, 1886 von Jakob Maier                                                                                  | D-4-61-000-699 Wikidata  | weitere Bilder |
| Markusstraße 12 b (Standort)                | Wohn- und Geschäftshaus der Firma Gg. M. Müller | Dreigeschossiger Traufseitbau mit Mansarddach, Sandsteinquaderbau, Obergeschosse zum Teil verklinkert mit Sandsteingliederungen, Neurenaissance, 1889 von Jakob Maier                                                       | D-4-61-000-907 Wikidata  | weitere Bilder |
| Markusstraße 15 (Standort)                  | Mietshaus                                       | Dreigeschossiger Massivbau mit Sandsteingliederung und Flachsatteldach, Neurenaissance, 1889, von Jakob Maier | D-4-61-000-1612 Wikidata | weitere Bilder |
| Markusstraße 19; Markusstraße 21 (Standort) | Doppelmietshaus                                 | Traufständiger zweigeschossiger Massivbau, auf dem flach geneigten Satteldach über den Seiten aufragend Dachhäuser, darunter schmiedeeiserne Balkone über den Hauseingängen, Nachklassizismus, 1888 von Chrysostomus Martin | D-4-61-000-916 Wikidata  | weitere Bilder |

### Mußstraße
| Lage                   | Objekt                                         | Beschreibung | Akten-Nr.                | Bild           |
| ---------------------- | ---------------------------------------------- | --- | ------------------------ | -------------- |
| Mußstraße 5 (Standort) | Ehemaliges Webereigebäude der Bamberger Kaliko | Fabrikgebäude mit historisierenden Backsteinfassaden, zweigeschossiger giebelständiger Hauptbau mit flach geneigtem Satteldach und mit Mittelrisalit zur Hoftraufseite, seitlich und rückwärtig angefügt traufständige eingeschossige Werkhalle unter zwölf parallel hintereinander gefügten Satteldächern, 1896/97 von Daniel Fuchs, 1907/08 erweitert von Johannes Kronfuß | D-4-61-000-1348 Wikidata | weitere Bilder |

### Nebingerhof
| Lage                      | Objekt   | Beschreibung | Akten-Nr.               | Bild           |
| ------------------------- | -------- | --- | ----------------------- | -------------- |
| Nebingerhof 27 (Standort) | Scheune  | Großer Mansarddachbau, 1803/04 | D-4-61-000-748 Wikidata | weitere Bilder |
| Nebingerhof 25 (Standort) | Wohnhaus | An die Scheune anschließend, mit flach geneigtem Satteldach und Holzlaube, historistisch, 1850, ehemals zur Tabakfabrik Raulino gehörig | D-4-61-000-748 Wikidata | weitere Bilder |

### Ottostraße
| Lage                     | Objekt    | Beschreibung | Akten-Nr.                | Bild           |
| ------------------------ | --------- | --- | ------------------------ | -------------- |
| Ottostraße 26 (Standort) | Mietshaus | Drei- bis viergeschossiger Eckbau, Werksteinfassaden mit Putz- und Stuckdekor, bewegte Dachlandschaft mit Sattel-, Walm- und Halbwalm, Eckturm mit Zwiebelhaube, barockisierender Jugendstil, 1906 von Johannes Kronfuß | D-4-61-000-1171 Wikidata | weitere Bilder |

### Pfeuferstraße
| Lage                        | Objekt                                         | Beschreibung                                                                                    | Akten-Nr.                | Bild                                           |
| --------------------------- | ---------------------------------------------- | ----------------------------------------------------------------------------------------------- | ------------------------ | ---------------------------------------------- |
| Pfeuferstraße 16 (Standort) | Ehemalige Villa der Großgärtnerei Robert Mayer | Dreigeschossig, mit flachgeneigtem Walmdach, Terrassenanbau, 1955/56 von Hans Friedrich Pohlenz | D-4-61-000-1390 Wikidata | Ehemalige Villa der Großgärtnerei Robert Mayer |

### Promenadestraße
| Lage                                                               | Objekt             | Beschreibung | Akten-Nr.                | Bild           |
| ------------------------------------------------------------------ | ------------------ | --- | ------------------------ | -------------- |
| Promenadestraße (Standort)                                         | Toilettenkiosk     | Erdgeschossiger asymmetrischer Massivbau aus additiv aneinandergefügtem, einseitig abgerundetem Walmdachtrakt und Sattaldachtrakt, Jugendstil, 1904 nach einem von Hans Erlwein überarbeiteten Plan der Firma Wayss und Freytag                                                                 | D-4-61-000-1194 Wikidata | weitere Bilder |
| Promenadestraße 2 (Standort)                                       | Wohngebäude        | Repräsentativer Massivbau, zweigeschossig mit Lisenengliederung und flach geneigtem Walmdach über Kranzgesims, in italienisierender Neurenaissance, um 1870/80 | D-4-61-000-1187 Wikidata | weitere Bilder |
| Promenadestraße 3; Promenadestraße 5; Promenadestraße 7 (Standort) | Mietswohnhaus      | Viergeschossiger traufständiger Wohnblock, durch drei von Schweifgiebeln bekrönte Risalite mit Steilsatteldächern gegliedert, historisierender Jugendstil, 1904 von Jakob Maier | D-4-61-000-1356 Wikidata | weitere Bilder |
| Promenadestraße 4; Promenadestraße 6 (Standort)                    | Mietshaus          | Dreigeschossiger verputzter Massivbau mit flachem Mittelrisalit und rustiziertem Erdgeschoss, flach geneigtes Walmdach, nachklassizistisch, gegen 1877 | D-4-61-000-1188 Wikidata | weitere Bilder |
| Promenadestraße 8 (Standort)                                       | Mietshaus          | Dreigeschossiger verputzter Eckbau mit abgeschrägter Ecke und mit flach geneigtem Walmdach, nachklassizistisch, gegen 1877 von Georg II. Hofbauer | D-4-61-000-1189 Wikidata | weitere Bilder |
| Promenadestraße 11 (Standort)                                      | Gaststätte Tambosi | Dreigeschossiger Traufseitbau mit Satteldach, 1906 in historisierenden Jugendstilformen ausgebaut, ursprünglich ein Bau des mittleren 19. Jahrhunderts, Erdgeschoss und Fassade zweite Hälfte 20. Jahrhundert überformt                                                                         | D-4-61-000-1190 Wikidata | weitere Bilder |
| Promenadestraße 15 (Standort)                                      | Mietvilla          | Zweigeschossiger Eckbau über hohem Sockel, Ziegel, Naturstein und Putz, abgewalmtes Satteldach, Neurenaissance, 1889 von Emmerich Goes | D-4-61-000-1191 Wikidata | weitere Bilder |
| Promenadestraße 17 (Standort)                                      | Mietshaus          | Asymmetrisch gegliederter zweigeschossiger Traufseitbau über hohem Sockelgeschoss mit von hohem Dachhaus überfangenem, leicht aus der Mitte verschobenem Risalit, Mansarddach, Neurenaissance, 1895 von Chrysostomus Martin                                                                     | D-4-61-000-1192 Wikidata | weitere Bilder |
| Promenadestraße 19 (Standort)                                      | Mietshaus          | Dreigeschossiger Eckbau über hohem Kellergeschoss stumpfwinkliger Grundriss, Eckerker, Mansarddach, Neurenaissance, Backstein mit Putzgliederungen, von Gustav Haeberle 1890 | D-4-61-000-1193 Wikidata | weitere Bilder |
| Promenadestraße 21 (Standort)                                      | Wohn- und Gasthaus | Dreigeschossiger, dreiseitig freistehender Massivbau mit genuteten Ecklisenen, 1754, bauzeitliches gaubenbesetztes Mansardwalmdach mit wohl 1904 an der freistehenden Schmalseite vorgesetztem Zwerchhaus, historisierender, erdgeschossiger Gaststubenanbau, Pultdach mit Volutengiebeln, 1904 | D-4-61-000-1195 Wikidata | weitere Bilder |

### Schiffbauplatz
| Lage                           | Objekt   | Beschreibung                                                                                                | Akten-Nr.                | Bild           |
| ------------------------------ | -------- | --- | ------------------------ | -------------- |
| Nähe Schiffbauplatz (Standort) | Marter   | Sandsteinsäule mit reich dekoriertem frühbarockem Aufsatz, 1674                                             | D-4-61-000-1227 Wikidata | weitere Bilder |
| Schiffbauplatz 10 (Standort)   | Wohnhaus | Zweigeschossiger Mansardwalmdachbau mit rundem Treppenturm, Obergeschosserker und geschweiftem Giebel, 1910 | D-4-61-000-2098 Wikidata | weitere Bilder |

### Schönbornstraße
| Lage                         | Objekt | Beschreibung | Akten-Nr.                | Bild           |
| ---------------------------- | ------ | --- | ------------------------ | -------------- |
| Schönbornstraße 3 (Standort) | Villa  | Zweigeschossiger Walmdachbau mit hervortretendem Zwerchhaus und Holzerker, in Formen Deutscher Renaissance, von Jakob Maier, 1898 | D-4-61-000-1251 Wikidata | weitere Bilder |

### Schönleinsplatz
| Lage                                                                      | Objekt                                                               | Beschreibung | Akten-Nr.                | Bild           |
| ------------------------------------------------------------------------- | -------------------------------------------------------------------- | --- | ------------------------ | -------------- |
| Schönleinsplatz (Standort)                                                | Denkmal für Prinzregent Luitpold von Bayern                          | Reiterstatue aus Bronze auf hohem Steinsockel, 1899 von Ferdinand von Miller, ursprünglich vor dem Dom, 1979 am gegenwärtigen Platz aufgestellt                                | D-4-61-000-1255 Wikidata | weitere Bilder |
| Schönleinsplatz 2 (Standort)                                              | Mietshaus                                                            | Dreigeschossig mit Mansarddach, seitliche Achsen durch Balkone, Tordurchfahrt und Erker betont, neubarock, 1896 von Gustav Haeberle                                            | D-4-61-000-1252 Wikidata | weitere Bilder |
| Schönleinsplatz 4 (Standort)                                              | Hotel Bamberger Hof in Ecklage                                       | Neubarock, viergeschossig, Satteldach, über abgeschrägter Ecke mit gusseisernen Balkongittern gestuftes Haubendach, 1896 von Jakob Maier                                       | D-4-61-000-1253 Wikidata | weitere Bilder |
| Schönleinsplatz (Standort)                                                | Denkmal für Johann Lukas von Schönlein                               | Marmorbürste von Caspar von Zumbusch, 1874, auf Granitsockel | D-4-61-000-1254 Wikidata | weitere Bilder |
| Nähe Schönleinsplatz; am nördlichen Ende des Schönleinsplatzes (Standort) | Ehemalige Wartehalle der ehemaligen Reichspostdirektion, heute Kiosk | Freistehender Mauerwerksbau mit großflächigen Eisen-Glas-Fenstern, die den Krümmungen des Grundrisses in Form dreier, ineinander verschnittener Kreise folgen, Flachdach, 1934 | D-4-61-000-1446 Wikidata | weitere Bilder |

### Schützenstraße
| Lage                                            | Objekt                                                 | Beschreibung | Akten-Nr.                | Bild           |
| ----------------------------------------------- | ------------------------------------------------------ | --- | ------------------------ | -------------- |
| Schützenstraße 3 (Standort)                     | Mietshaus                                              | Über hohem Sockel dreigeschossiger Kubus mit Mezzanin, flach geneigtes Walmdach, massiv, verputzt, mit Gliederungen und Rahmungen in Sandstein, historistisch in manieristischer Formensprache, spätes 19. Jahrhundert                                                                              | D-4-61-000-1268 Wikidata | weitere Bilder |
| Schützenstraße 6 (Standort)                     | Wohnhaus                                               | Ehemals zweigeschossiges, heute dreigeschossiges traufständiges Mansarddachhaus, massiv, verputzt, 1865 in neugotischen Formen errichtet, 1907 von Gustav Haeberle um ein Geschoss erhöht | D-4-61-000-1269 Wikidata | weitere Bilder |
| Schützenstraße 13 (Standort)                    | Ehemaliges Forstamt, heute städtisches Bauamt          | Über steinsichtigem Sockel zweigeschossiger Kubus mit Walmdach, massiv, verputzt, Gliederungen und Rahmungen in Sandstein, in Formen des Maximilianstils dekoriert, um 1870 | D-4-61-000-1270 Wikidata | weitere Bilder |
| Schützenstraße 15 (Standort)                    | Mietvilla, sogenannte Villa Maier                      | Reich gegliederter Mansardwalmdachbau in Ecklage mit Risalit und Eckturm, Sandsteinquaderbau mit Putzflächen, in Formen der Neurenaissance, 1888/89 von Jakob Maier | D-4-61-000-1271 Wikidata | weitere Bilder |
| Schützenstraße 15 (Standort)                    | Einfriedung                                            | Gusseiserne Umzäunung, um 1890 | D-4-61-000-1271 Wikidata | weitere Bilder |
| Schützenstraße 20 (Standort)                    | Wohnhaus in Ecklage                                    | Zweigeschossiger Massivbau, verputzt, flach geneigtes Walmdach, die Formen schlicht nachklassizistisch, gusseiserner Balkon, 1865 von Caspar Dennefeld | D-4-61-000-1272 Wikidata | weitere Bilder |
| Schützenstraße 21 (Standort)                    | Mietvilla                                              | Über Sockel zweigeschossiger Sandsteinquaderbau mit Putzflächen im Obergeschoss, Mansarddach, breiter Risalit, Eckturm, Neurenaissance, 1891 von Wilhelm Grenz | D-4-61-000-1273 Wikidata | weitere Bilder |
| Schützenstraße 24 (Standort)                    | Stadtvilla                                             | Zweigeschossiger Kubus mit flachen Seitenrisaliten und flach geneigtem Walmdach, massiv, verputzt, in nachklassizistischen Formen, 1873 von Wilhelm Grenz | D-4-61-000-1274 Wikidata | weitere Bilder |
| Schützenstraße 26, Schützenstraße 28 (Standort) | Doppelhaus                                             | Breitgelagerter gestaffelter Baukörper, über hohem Sockel zweigeschossig mit Mezzanin und abgewalmtem Dach, dreigeschossiger Mittelpavillon mit von Balustradenkrone gerahmtem Walmdach, massiv, verputzt, Gliederungen und Rahmungen in Sandstein, spätklassizistisch, 1866 von Georg Mössmeringer | D-4-61-000-1275 Wikidata | weitere Bilder |
| Schützenstraße 27 (Standort)                    | Mietshaus auf Eckgrundstück                            | Dreigeschossig, Mansardwalmdach, an der zur Straßenecke abgeschrägten Fassade Erker und Zwerchhaus, massiv, verputzt, neubarock, 1897–1898 von Jakob Maier | D-4-61-000-1276 Wikidata | weitere Bilder |
| Schützenstraße 30 (Standort)                    | Villa                                                  | Dreigeschossiger Eckbau mit Mansardwalmdach, massiv, verputzt, mit flachen Risaliten, am zweiten Obergeschoss Eckerker mit Kegeldach, historistisch in Formen des Maximilianstils, 1872 von Georg Mössmeringer, 1899 von Jakob Maier vergrößernd umgebaut                                           | D-4-61-000-1278 Wikidata | weitere Bilder |
| Schützenstraße 40 (Standort)                    | Mietwohnhaus in halboffener Bebauung über hohem Keller | Dreigeschossiger Massivbau mit Architekturgliederung und Satteldach, dreigeschossigem Loggienanbau, Mittel- und Seitenrisaliten und geschweiften Giebeln, historistisch, 1901 von der Fa. Jakob Maier                                                                                               | D-4-61-000-2566          | BW             |
| Schützenstraße 40 (Standort)                    | Tor                                                    | Schmiedeeisen, gleichzeitig | D-4-61-000-2566          | BW             |
| Schützenstraße 54 (Standort)                    | Steinleinshof                                          | Zweigeschossiger Mansardwalmdachbau, verputzt, vermutlich Erdgeschoss massiv und Obergeschoss in Fachwerk, Südwestteil gegen 1780, 1872/1877 und um 1915 erweitert | D-4-61-000-1279 Wikidata | weitere Bilder |
| Schützenstraße 61 (Standort)                    | Villa                                                  | Zweigeschossig, massiv verputzt, mit Walmdach und Zwerchhaus, traditionalistisch, 1924 von Fritz Zeiss | D-4-61-000-1364 Wikidata | weitere Bilder |
| Schützenstraße 63 (Standort)                    | Einfamilienhaus                                        | Zweigeschossiger verputzter Kubus mit Walmdach, Veranda und Balkon, massiv, traditionalistisch, an den Brüstungen der Obergeschossfenster schlichter Dekor, 1925 von Wilhelm Sachs | D-4-61-000-1365 Wikidata | weitere Bilder |

### Sodenstraße
| Lage                         | Objekt     | Beschreibung                                                                                                | Akten-Nr.                          | Bild           |
| ---------------------------- | ---------- | --- | ---------------------------------- | -------------- |
| Sodenstraße 4 (Standort)     | Villa      | Zweigeschossiger Walmdachbau mit Mittelrisalit und Rundgiebel, von Albin Strobel, 1924                      | D-4-61-000-1368 Wikidata           | weitere Bilder |
| Schützenstraße 50 (Standort) | Gartenhaus | Zweigeschossiger Massivbau mit geschwungenem Walmdach, neubarock mit expressionistischen Sandsteinrahmungen | D-4-61-000-1368 zugehörig Wikidata | weitere Bilder |

### Steinertstraße
| Lage                         | Objekt   | Beschreibung | Akten-Nr.                | Bild           |
| ---------------------------- | -------- | --- | ------------------------ | -------------- |
| Steinertstraße 2 (Standort)  | Wohnhaus | Vierseitig freistehender Bau in stadtbildprägender Ecklage, über Natursteinsockelgeschoss zweigeschossiger Putzbau mit Walmdach, die schmale, dem Markusplatz zugewandte Front durch runde Ecktürme mit Haubenlaternern akzentuiert; gusseiserne Vorgarteneinfriedung sowie gusseiserne Garteneinfriedung mit Torpfeilern im Jugendstil; 1893 von Xaver Sepp, 1902 von Andreas Müller aufgestockt und mit einer historistischen Fassade versehen | D-4-61-000-1323 Wikidata | weitere Bilder |
| Steinertstraße 20 (Standort) | Villa    | Zweigeschossiges Eckhaus mit Mansarddach, massiv, verputzt mit Fachwerkelementen, bewegte Fassadengliederung mit Zwerchgiebeln, Gauben und Erkern, historisierender Jugendstil, 1905 von Andreas Müller | D-4-61-000-1324 Wikidata | weitere Bilder |

### Urbanstraße
| Lage                      | Objekt             | Beschreibung | Akten-Nr.               | Bild           |
| ------------------------- | ------------------ | --- | ----------------------- | -------------- |
| Urbanstraße 18 (Standort) | Wohn- und Gasthaus | Viergeschossiger Satteldachbau mit turmartigem Ausbau an der Ecke zum Wilhelmsplatz, in reduziertem Historismus mit Renaissanceelementen, von Johannes Kronfuß, 1904 | D-4-61-000-710 Wikidata | weitere Bilder |

### Weide
| Lage                                                          | Objekt                                        | Beschreibung | Akten-Nr.                | Bild                        |
| ------------------------------------------------------------- | --------------------------------------------- | --- | ------------------------ | --------------------------- |
| Weide (Standort)                                              | Bildstock                                     | Neugotischer Pfeiler mit Nischenaufsatz, darin Marienskulptur, bezeichnet „1860“, Vor Weide 2/4                                                                                              | D-4-61-000-742 Wikidata  | weitere Bilder              |
| Weide 1 (Standort)                                            | Eckhaus                                       | Zweigeschossiger Halbwalmdachbau, mit polygonalem Turm und Risaliten, massiv verputzt, auf Sandsteinsockel, 1903 von Andreas Müller                                                          | D-4-61-000-1438 Wikidata | weitere Bilder              |
| Weide 4 (Standort)                                            | Wohnhaus                                      | Zweigeschossiges, gestrecktes Traufseithaus mit Satteldach, massiv, verputzt, in nachbiedermeierlichen Formen, Mitte 19. Jahrhundert                                                         | D-4-61-000-743 Wikidata  | weitere Bilder              |
| Weide 6 (Standort)                                            | Wohnhaus                                      | Breitgelagerter zweigeschossiger Traufseitbau mit abgewalmtem Satteldach, symmetrisch gegliederte Fassade mit Mittelrisalit, um 1870/80                                                      | D-4-61-000-744 Wikidata  | weitere Bilder              |
| Weide 8 (Standort)                                            | Mietshaus der ehemaligen Kunstgärtnerei Mayer | Viergeschossiges Eckhaus über Natursteinsockel mit Kreuzfirstsatteldach, massiv, verputzt, durch Erker gegliedert und zurückhaltend in Jugendstilformen dekoriert, 1907 von Johannes Kronfuß | D-4-61-000-745 Wikidata  | weitere Bilder              |
| Pfeuferstraße 20 (Standort)                                   | Ehemaliges Kutscherhäuschen                   | Eingeschossiger Pultdachbau in Verlängerung der abgegangenen Stallungen der ehemaligen Kunstgärtnerei Mayer, 1925 von Hans Veit                                                              | D-4-61-000-745 Wikidata  | Ehemaliges Kutscherhäuschen |
| Weide 16 (Standort)                                           | Wohnhaus                                      | Zweigeschossiger traufständiger Satteldachbau, massiv, verputzt, mit mittiger Tordurchfahrt, um 1870/80                                                                                      | D-4-61-000-746 Wikidata  | weitere Bilder              |
| Weide 18 (Standort)                                           | Wohnhaus                                      | Zweigeschossiges traufständiges Satteldachhaus, massiv, verputzt, korbbogige Einfahrt, wohl noch erste Hälfte 19. Jahrhundert                                                                | D-4-61-000-747 Wikidata  | weitere Bilder              |
| Weide 20 a (Standort)                                         | Lagerhaus der ehemaligen Tabakfabrik Raulino  | Dreigeschossiger Massivbau mit Lisenengliederung und überstehendem Satteldach, verputzt, 1867                                                                                                | D-4-61-000-1436 Wikidata | weitere Bilder              |
| Nähe Weide, im nordwestlichen Teil der Platzanlage (Standort) | Brunnen                                       | Rundes, mit behauenen Natursteinen gefasstes Becken, steinerner Brunnenstock mit Bronzefigur eines Knaben, 1891 von Friedrich Christ                                                         | D-4-61-000-749 Wikidata  | weitere Bilder              |

### Wilhelmsplatz
| Lage                       | Objekt                                                                                                | Beschreibung | Akten-Nr.               | Bild           |
| -------------------------- | --- | --- | ----------------------- | -------------- |
| Wilhelmsplatz 1 (Standort) | Justizgebäude                                                                                         | Offene Vierflügelanlage mit zwei runden Ecktürmen und einem hohen Eckturm auf quadratischem Grundriss, zwei Mittelrisalite mit Ziergiebeln, Satteldach, im Stil der deutschen Frührenaissance, in städtebaulich prominenter Lage, von Oberbaurat Hugo von Hoefl 1900–1903 | D-4-61-000-753 Wikidata | weitere Bilder |
| Wilhelmsplatz 3 (Standort) | Sogenannte Wilhelmspost, ehemalige Oberpostdirektion, später Fernmeldeamt, heute Teil der Universität | Dreigeschossige Dreiflügelanlage mit Satteldach, mehrere Zwerchgiebel, hoher Turm, im Stil des frühen Barock, in städtebaulich bedeutsamer Lage, von Fritz Fuchsenberger, 1904/1906                                                                                       | D-4-61-000-754 Wikidata | weitere Bilder |
| Wilhelmsplatz 4 (Standort) | Mietshaus mit Gaststube                                                                               | Viergeschossiger Satteldachbau, Fassadengliederung durch Risalite und Erker, Eckturm, reduzierter Historismus, von Johannes Kronfuß, 1904 | D-4-61-000-755 Wikidata | weitere Bilder |

### Willy-Lessing-Straße
| Lage                                                      | Objekt                      | Beschreibung | Akten-Nr.                         | Bild                        |
| --------------------------------------------------------- | --------------------------- | --- | --------------------------------- | --------------------------- |
| Willy-Lessing-Straße 1 (Standort)                         | Stadtvilla                  | Zweigeschossiger Massivbau mit flachem Walmdach, im Stil eines italienischen Palazzos, in nachklassizistischen Formen mit Elementen des Jugendstils, von Georg II. Hofbauer, 1871                                                                                            | D-4-61-000-756 Wikidata           | weitere Bilder              |
| Willy-Lessing-Straße 4 (Standort)                         | Stadtvilla                  | Zweigeschossiger Massivbau mit flachem Walmdach, Fassadengestaltung in cinquecentesken Formen, von Caspar Dennefeld, 1873; in jüngerer Zeit vereinfacht | D-4-61-000-757 Wikidata           | weitere Bilder              |
| Willy-Lessing-Straße 5 (Standort)                         | Wohngebäude                 | Zweigeschossiger Flachwalmdachbau mit gusseisernem Balkon an der Hauptfassade, in nachklassizistischen Formen, von Caspar Dennefeld, 1870 | D-4-61-000-758 Wikidata           | weitere Bilder              |
| Willy-Lessing-Straße 5 (Standort)                         | Ehemaliges Kutscherwohnhaus | Barockisierender Pavillonbau, 1888 | D-4-61-000-758 zugehörig Wikidata | weitere Bilder              |
| Willy-Lessing-Straße 6, Willy-Lessing-Straße 8 (Standort) | Stadtvilla                  | Breitgelagertes Doppelhaus, zweigeschossig mit Mezzaningeschoss und flachem Walmdach, zwei übergiebelte Risalite, spätklassizistisch, wohl von Caspar Dennefeld, 1873 Zugehörig zwei Sandsteinfiguren, Putten, in der Art des Ferdinand Dietz, zweite Hälfte 18. Jahrhundert | D-4-61-000-759 Wikidata           | weitere Bilder              |
| Willy-Lessing-Straße 7, Willy-Lessing-Straße 9 (Standort) | Stadtvilla                  | Doppelhaus, breitgelagerter zweigeschossiger Flachwalmdachbau, Fassadengestaltung in nachklassizistischen Formen, von Georg II. Hofbauer, 1870 ff. | D-4-61-000-760 Wikidata           | weitere Bilder              |
| Willy-Lessing-Straße 7 a (Standort)                       | Rückgebäude, heute Synagoge | | D-4-61-000-760 Wikidata           | Rückgebäude, heute Synagoge |
| Willy-Lessing-Straße 11 (Standort)                        | Stadtvilla                  | Zweigeschossiger Massivbau mit flachem Walmdach, Fassadengestaltung im Stil eines italienischen Palazzos, spätklassizistisch, von Georg II. Hofbauer, 1870 | D-4-61-000-763 Wikidata           | weitere Bilder              |
| Willy-Lessing-Straße 13 (Standort)                        | Stadtvilla                  | Zweieinhalbgeschossiger Massivbau mit flachem Walmdach, Fassadengestaltung im Stil eines italienischen Palazzos, spätklassizistisch, wohl von Caspar Dennefeld, 1872 | D-4-61-000-764 Wikidata           | weitere Bilder              |
| Willy-Lessing-Straße 14 (Standort)                        | Wohnhaus                    | Freistehender, zweigeschossiger Satteldachbau, um 1863 vor der Bebauungsplanung errichtet, daher schrägstehend, Innenumbau nach 1930 | D-4-61-000-765 Wikidata           | weitere Bilder              |
| Willy-Lessing-Straße 16 (Standort)                        | Stadtvilla                  | Dreigeschossiger Massivbau mit flachem Satteldach und spätklassizistischer Fassadengliederung, wohl von Franz Bauer, 1875 | D-4-61-000-766 Wikidata           | weitere Bilder              |
| Willy-Lessing-Straße 18 (Standort)                        | Mietshaus                   | Dreigeschossiger Massivbau mit Mansarddach, historistisch in Formen des 17. Jahrhunderts, von Emmerich Goes, 1895 | D-4-61-000-767 Wikidata           | weitere Bilder              |